# (5339) 1992 CD
(5339) 1992 CD là một tiểu hành tinh vành đai chính. Nó được phát hiện bởi Tsutomu Hioki và Shuji Hayakawa ở Okutama, Nishitama District, Tokyo, ngày 4 tháng 2 năm 1992.